# Je me souviens (film, 2002)
 (avril 2022).
Si vous disposez d'ouvrages ou d'articles de référence ou si vous connaissez des sites web de qualité traitant du thème abordé ici, merci de compléter l'article en donnant les références utiles à sa vérifiabilité et en les liant à la section « Notes et références ».
Pour les articles homonymes, voir Je me souviens (homonymie).
Pour plus de détails, voir Fiche technique et Distribution.
Je me souviens est un film documentaire québécois réalisé par Eric R. Scott (en), sorti en 2002.
Ce film traite de l'antisémitisme et la sympathie pro-nazie au Québec entre les années 1930 et la fin de la Seconde Guerre mondiale. Il est également basé sur l'essai Le Traître et le Juif d'Esther Delisle.
Le documentaire est sorti en salles le 28 avril 2002 au Canada et dure 47 minutes.
Irving Layton et Jean-Louis Roux sont notamment présent dans le documentaire.

## Fiche technique
- Titre : Je me souviens
- Réalisation : Eric R. Scott
- Scénario : Eric R. Scott d'après le livre d'Esther Delisle
- Musique : Chris Crilly
- Photographie : Jacques Desharnais
- Montage : Denise Beaudoin
- Production : Eric R. Scott
- Société de production : Les Productions des Quatre Jeudis
- Pays :  Canada
- Genre : Documentaire
- Durée : 47 minutes
- Dates de sortie : 
  -  Canada : 28 avril 2002